# 24 ur Le Mansa 2022
24 ur Le Mansa 2022 je bila enaindevetdeseta vzdržljivostna dirka 24 ur Le Mansa. Potekala je 11. in 12. junija 2022 na dirkališču Circuit de la Sarthe v Le Mansu. Zmagali so Sébastien Buemi, Brendon Hartley in Rjo Hirakava z dirkalnikom Toyota GR010 Hybrid iz moštva Toyota Gazoo Racing.

## Prijavljeni
| Ikona | Serija                                     |
| ----- | ------------------------------------------ |
| WEC   | Svetovno vzdržljivostno prvenstvo          |
| ELMS  | Evropska serija Le Mans                    |
| ALMS  | Azijska serija Le Mans                     |
| WTSC  | Prvenstvo športnih dirkalnikov WeatherTech |
| 24LM  | le 24 Hours ur le Mansa                    |
| Ikona | Ostalo                                     |
| P2    | LMP2                                       |
| PA    | LMP2 Pro-Am Cup                            |

| Št.                        | Moštvo                    | Dirkalnik                 | Gume                      | Serija                    | Ost.                      | 1. dirkač                 | 2. dirkač                 | 3. dirkač                 |
| Hypercar (5 prijavljenih)  | Hypercar (5 prijavljenih) | Hypercar (5 prijavljenih) | Hypercar (5 prijavljenih) | Hypercar (5 prijavljenih) | Hypercar (5 prijavljenih) | Hypercar (5 prijavljenih) | Hypercar (5 prijavljenih) | Hypercar (5 prijavljenih) |
| -------------------------- | ------------------------- | ------------------------- | ------------------------- | ------------------------- | ------------------------- | ------------------------- | ------------------------- | ------------------------- |
| 7                          | Toyota Gazoo Racing       | Toyota GR010 Hybrid       | M                         | WEC                       |                           | Mike Conway               | Kamui Kobajaši            | José María López          |
| 8                          | Toyota Gazoo Racing       | Toyota GR010 Hybrid       | M                         | WEC                       |                           | Sébastien Buemi           | Brendon Hartley           | Rjo Hirakava              |
| 36                         | Alpine Elf Team           | Alpine A480-Gibson        | M                         | WEC                       |                           | Nicolas Lapierre          | André Negrão              | Matthieu Vaxivière        |
| 708                        | Glickenhaus Racing        | Glickenhaus 007 LMH       | M                         | WEC                       |                           | Pipo Derani               | Romain Dumas              | Olivier Pla               |
| 709                        | Glickenhaus Racing        | Glickenhaus 007 LMH       | M                         | 24LM                      |                           | Ryan Briscoe              | Franck Mailleux           | Richard Westbrook         |
| LMP2 (27 prijavljenih)     |                           |                           |                           |                           |                           |                           |                           |                           |
| 1                          | Richard Mille Racing Team | Oreca 07-Gibson           | G                         | WEC                       | P2                        | Charles Milesi            | Sébastien Ogier           | Lilou Wadoux              |
| 3                          | DKR Engineering           | Oreca 07-Gibson           | G                         | ELMS                      | PA                        | Alexandre Cougnaud        | Jean Glorieux             | Laurents Hörr             |
| 5                          | Team Penske               | Oreca 07-Gibson           | G                         | WEC                       | P2                        | Dane Cameron              | Emmanuel Collard          | Felipe Nasr               |
| 9                          | Prema Orlen Team          | Oreca 07-Gibson           | G                         | WEC                       | P2                        | Lorenzo Colombo           | Louis Delétraz            | Robert Kubica             |
| 10                         | Vector Sport              | Oreca 07-Gibson           | G                         | WEC                       | P2                        | Sébastien Bourdais        | Ryan Cullen               | Nico Müller               |
| 13                         | TDS Racing x Vaillante    | Oreca 07-Gibson           | G                         | ELMS                      | P2                        | Mathias Beche             | Tijmen van der Helm       | Nyck de Vries             |
| 22                         | United Autosports USA     | Oreca 07-Gibson           | G                         | WEC                       | P2                        | Filipe Albuquerque        | Philip Hanson             | Will Owen                 |
| 23                         | United Autosports USA     | Oreca 07-Gibson           | G                         | WEC                       | P2                        | Oliver Jarvis             | Alex Lynn                 | Josh Pierson              |
| 24                         | Nielsen Racing            | Oreca 07-Gibson           | G                         | ALMS                      | PA                        | Matt Bell                 | Ben Hanley                | Rodrigo Sales             |
| 27                         | CD Sport                  | Ligier JS P217-Gibson     | G                         | ALMS                      | PA                        | Christophe Cresp          | Michael Jensen            | Steven Palette            |
| 28                         | Jota                      | Oreca 07-Gibson           | G                         | WEC                       | P2                        | Jonathan Aberdein         | Ed Jones                  | Oliver Rasmussen          |
| 30                         | Duqueine Team             | Oreca 07-Gibson           | G                         | ELMS                      | P2                        | Richard Bradley           | Reshad de Gerus           | Memo Rojas                |
| 31                         | WRT                       | Oreca 07-Gibson           | G                         | WEC                       | P2                        | Robin Frijns              | Sean Gelael               | René Rast                 |
| 32                         | Team WRT                  | Oreca 07-Gibson           | G                         | 24LM                      | P2                        | Mirko Bortolotti          | Rolf Ineichen             | Dries Vanthoor            |
| 34                         | Inter Europol Competition | Oreca 07-Gibson           | G                         | WEC                       | P2                        | Alex Brundle              | Esteban Gutiérrez         | Jakub Śmiechowski         |
| 35                         | Ultimate                  | Oreca 07-Gibson           | G                         | WEC                       | PA                        | François Heriau           | Jean-Baptiste Lahaye      | Matthieu Lahaye           |
| 37                         | Cool Racing               | Oreca 07-Gibson           | G                         | ELMS                      | P2                        | Niklas Krütten            | Ricky Taylor              | Ye Yifei                  |
| 38                         | Jota                      | Oreca 07-Gibson           | G                         | WEC                       | P2                        | António Félix da Costa    | Roberto González          | Will Stevens              |
| 39                         | Graff Racing              | Oreca 07-Gibson           | G                         | ELMS                      | PA                        | David Droux               | Sébastien Page            | Eric Trouillet            |
| 41                         | RealTeam by WRT           | Oreca 07-Gibson           | G                         | WEC                       | P2                        | Rui Andrade               | Ferdinand Habsburg        | Norman Nato               |
| 43                         | Inter Europol Competition | Oreca 07-Gibson           | G                         | ELMS                      | P2                        | Pietro Fittipaldi         | David Heinemeier Hansson  | Fabio Scherer             |
| 44                         | ARC Bratislava            | Oreca 07-Gibson           | G                         | WEC                       | PA                        | Miroslav Konôpka          | Tristan Vautier           | Bent Viscaal              |
| 45                         | Algarve Pro Racing        | Oreca 07-Gibson           | G                         | WEC                       | PA                        | James Allen               | René Binder               | Steven Thomas             |
| 47                         | Algarve Pro Racing        | Oreca 07-Gibson           | G                         | ELMS                      | PA                        | Jack Aitken               | John Falb                 | Sophia Flörsch            |
| 48                         | IDEC Sport                | Oreca 07-Gibson           | G                         | ELMS                      | P2                        | Paul-Loup Chatin          | Paul Lafargue             | Patrick Pilet             |
| 65                         | Panis Racing              | Oreca 07-Gibson           | G                         | ELMS                      | P2                        | Julien Canal              | Nico Jamin                | Job van Uitert            |
| 83                         | AF Corse                  | Oreca 07-Gibson           | G                         | WEC                       | PA                        | Nicklas Nielsen           | François Perrodo          | Alessio Rovera            |
| LMGTE Pro (7 prijavljenih) |                           |                           |                           |                           |                           |                           |                           |                           |
| 51                         | AF Corse                  | Ferrari 488 GTE Evo       | M                         | WEC                       |                           | James Calado              | Alessandro Pier Guidi     | Daniel Serra              |
| 52                         | AF Corse                  | Ferrari 488 GTE Evo       | M                         | WEC                       |                           | Antonio Fuoco             | Miguel Molina             | Davide Rigon              |
| 63                         | Corvette Racing           | Chevrolet Corvette C8.R   | M                         | WTSC                      |                           | Nicky Catsburg            | Antonio García            | Jordan Taylor             |
| 64                         | Corvette Racing           | Chevrolet Corvette C8.R   | M                         | WEC                       |                           | Tommy Milner              | Alexander Sims            | Nick Tandy                |
| 74                         | Riley Motorsports         | Ferrari 488 GTE Evo       | M                         | WTSC                      |                           | Sam Bird                  | Felipe Fraga              | Shane van Gisbergen       |
| 91                         | Porsche GT Team           | Porsche 911 RSR-19        | M                         | WEC                       |                           | Gianmaria Bruni           | Richard Lietz             | Frédéric Makowiecki       |
| 92                         | Porsche GT Team           | Porsche 911 RSR-19        | M                         | WEC                       |                           | Michael Christensen       | Kévin Estre               | Laurens Vanthoor          |
| LMGTE Am (23 prijavljenih) |                           |                           |                           |                           |                           |                           |                           |                           |
| 21                         | AF Corse                  | Ferrari 488 GTE Evo       | M                         | WEC                       |                           | Simon Mann                | Christoph Ulrich          | Toni Vilander             |
| 33                         | TF Sport                  | Aston Martin Vantage AMR  | M                         | WEC                       |                           | Henrique Chaves           | Ben Keating               | Marco Sørensen            |
| 46                         | Team Project 1            | Porsche 911 RSR-19        | M                         | WEC                       |                           | Matteo Cairoli            | Nicolas Leutwiler         | Mikkel O. Pedersen        |
| 54                         | AF Corse                  | Ferrari 488 GTE Evo       | M                         | WEC                       |                           | Nick Cassidy              | Francesco Castellacci     | Thomas Flohr              |
| 55                         | Spirit of Race            | Ferrari 488 GTE Evo       | M                         | ELMS                      |                           | Duncan Cameron            | Matt Griffin              | David Perel               |
| 56                         | Team Project 1            | Porsche 911 RSR-19        | M                         | WEC                       |                           | Ben Barnicoat             | Brendan Iribe             | Ollie Millroy             |
| 57                         | Kessel Racing             | Ferrari 488 GTE Evo       | M                         | ELMS                      |                           | Mikkel Jensen             | Takeši Kimura             | Frederik Schandorff       |
| 59                         | Inception Racing          | Ferrari 488 GTE Evo       | M                         | ALMS                      |                           | Marvin Klein              | Côme Ledogar              | Alexander West            |
| 60                         | Iron Lynx                 | Ferrari 488 GTE Evo       | M                         | WEC                       |                           | Alessandro Balzan         | Raffaele Giammaria        | Claudio Schiavoni         |
| 61                         | AF Corse                  | Ferrari 488 GTE Evo       | M                         | ALMS                      |                           | Vincent Abril             | Conrad Grunewald          | Louis Prette              |
| 66                         | JMW Motorsport            | Ferrari 488 GTE Evo       | M                         | ELMS                      |                           | Jason Hart                | Mark Kvamme               | Renger van der Zande      |
| 71                         | Spirit of Race            | Ferrari 488 GTE Evo       | M                         | WEC                       |                           | Gabriel Aubry             | Franck Dezoteux           | Pierre Ragues             |
| 75                         | Iron Lynx                 | Ferrari 488 GTE Evo       | M                         | 24LM                      |                           | Pierre Ehret              | Christian Hook            | Nicolás Varrone           |
| 77                         | Dempsey-Proton Racing     | Porsche 911 RSR-19        | M                         | WEC                       |                           | Sebastian Priaulx         | Christian Ried            | Harry Tincknell           |
| 79                         | WeatherTech Racing        | Porsche 911 RSR-19        | M                         | WTSC                      |                           | Julien Andlauer           | Cooper MacNeil            | Thomas Merrill            |
| 80                         | Iron Lynx                 | Ferrari 488 GTE Evo       | M                         | ELMS                      |                           | Matteo Cressoni           | Giancarlo Fisichella      | Richard Heistand          |
| 85                         | Iron Dames                | Ferrari 488 GTE Evo       | M                         | WEC                       |                           | Sarah Bovy                | Rahel Frey                | Michelle Gatting          |
| 86                         | GR Racing                 | Porsche 911 RSR-19        | M                         | WEC                       |                           | Ben Barker                | Riccardo Pera             | Michael Wainwright        |
| 88                         | Dempsey-Proton Racing     | Porsche 911 RSR-19        | M                         | WEC                       |                           | Jan Heylen                | Fred Poordad              | Maxwell Root              |
| 93                         | Proton Competition        | Porsche 911 RSR-19        | M                         | ELMS                      |                           | Matt Campbell             | Michael Fassbender        | Zacharie Robichon         |
| 98                         | Northwest AMR             | Aston Martin Vantage AMR  | M                         | WEC                       |                           | Paul Dalla Lana           | David Pittard             | Nicki Thiim               |
| 99                         | Hardpoint Motorsport      | Porsche 911 RSR-19        | M                         | WTSC                      |                           | Andrew Haryanto           | Alessio Picariello        | Martin Rump               |
| 777                        | D'station Racing          | Aston Martin Vantage AMR  | M                         | WEC                       |                           | Charlie Fagg              | Tomonobu Fudžii           | Satoši Hošino             |
| Vira:                      |                           |                           |                           |                           |                           |                           |                           |                           |

## Dirka
Zmagovalci svojega razreda so odebeljeni. Dirkalniki, ki niso uvrščeni (NC).
| Poz              | Razred        | Št  | Moštvo                    | Dirkači                                                  | Šasija                        | Gume | Krogi | Čas               |
| Poz              | Razred        | Št  | Moštvo                    | Dirkači                                                  | Motor                         | Gume | Krogi | Čas               |
| ---------------- | ------------- | --- | ------------------------- | -------------------------------------------------------- | ----------------------------- | ---- | ----- | ----------------- |
| 1                | Hypercar      | 8   | Toyota Gazoo Racing       | Sébastien Buemi Brendon Hartley Rjo Hirakava             | Toyota GR010 Hybrid           | M    | 380   | 24:02:07,996      |
| 1                | Hypercar      | 8   | Toyota Gazoo Racing       | Sébastien Buemi Brendon Hartley Rjo Hirakava             | Toyota 3.5 L Turbo Hybrid V6  | M    | 380   | 24:02:07,996      |
| 2                | Hypercar      | 7   | Toyota Gazoo Racing       | Mike Conway Kamui Kobajaši José María López              | Toyota GR010 Hybrid           | M    | 380   | +2:01,222         |
| 2                | Hypercar      | 7   | Toyota Gazoo Racing       | Mike Conway Kamui Kobajaši José María López              | Toyota 3.5 L Turbo Hybrid V6  | M    | 380   | +2:01,222         |
| 3                | Hypercar      | 709 | Glickenhaus Racing        | Ryan Briscoe Richard Westbrook Franck Mailleux           | Glickenhaus SCG 007 LMH       | M    | 375   | +5 krogov         |
| 3                | Hypercar      | 709 | Glickenhaus Racing        | Ryan Briscoe Richard Westbrook Franck Mailleux           | Glickenhaus 3.5 L Turbo V8    | M    | 375   | +5 krogov         |
| 4                | Hypercar      | 708 | Glickenhaus Racing        | Olivier Pla Romain Dumas Pipo Derani                     | Glickenhaus SCG 007 LMH       | M    | 370   | +10 krogov        |
| 4                | Hypercar      | 708 | Glickenhaus Racing        | Olivier Pla Romain Dumas Pipo Derani                     | Glickenhaus 3.5 L Turbo V8    | M    | 370   | +10 krogov        |
| 5                | LMP2          | 38  | Jota                      | Roberto González António Félix da Costa Will Stevens     | Oreca 07                      | G    | 369   | +11 krogov        |
| 5                | LMP2          | 38  | Jota                      | Roberto González António Félix da Costa Will Stevens     | Gibson GK428 4.2 L V8         | G    | 369   | +11 krogov        |
| 6                | LMP2          | 9   | Prema Orlen Team          | Robert Kubica Louis Delétraz Lorenzo Colombo             | Oreca 07                      | G    | 369   | +11 krogov        |
| 6                | LMP2          | 9   | Prema Orlen Team          | Robert Kubica Louis Delétraz Lorenzo Colombo             | Gibson GK428 4.2 L V8         | G    | 369   | +11 krogov        |
| 7                | LMP2          | 28  | Jota                      | Oliver Rasmussen Ed Jones Jonathan Aberdein              | Oreca 07                      | G    | 368   | +12 krogov        |
| 7                | LMP2          | 28  | Jota                      | Oliver Rasmussen Ed Jones Jonathan Aberdein              | Gibson GK428 4.2 L V8         | G    | 368   | +12 krogov        |
| 8                | LMP2          | 13  | TDS Racing x Vaillante    | Nyck de Vries Mathias Beche Tijmen van der Helm          | Oreca 07                      | G    | 368   | +12 krogov        |
| 8                | LMP2          | 13  | TDS Racing x Vaillante    | Nyck de Vries Mathias Beche Tijmen van der Helm          | Gibson GK428 4.2 L V8         | G    | 368   | +12 krogov        |
| 9                | LMP2          | 5   | Team Penske               | Dane Cameron Emmanuel Collard Felipe Nasr                | Oreca 07                      | G    | 368   | +12 krogov        |
| 9                | LMP2          | 5   | Team Penske               | Dane Cameron Emmanuel Collard Felipe Nasr                | Gibson GK428 4.2 L V8         | G    | 368   | +12 krogov        |
| 10               | LMP2          | 23  | United Autosports USA     | Alex Lynn Oliver Jarvis Josh Pierson                     | Oreca 07                      | G    | 368   | +12 krogov        |
| 10               | LMP2          | 23  | United Autosports USA     | Alex Lynn Oliver Jarvis Josh Pierson                     | Gibson GK428 4.2 L V8         | G    | 368   | +12 krogov        |
| 11               | LMP2          | 37  | Cool Racing               | Yifei Ye Ricky Taylor Niklas Krütten                     | Oreca 07                      | G    | 367   | +13 krogov        |
| 11               | LMP2          | 37  | Cool Racing               | Yifei Ye Ricky Taylor Niklas Krütten                     | Gibson GK428 4.2 L V8         | G    | 367   | +13 krogov        |
| 12               | LMP2          | 48  | IDEC Sport                | Paul Lafargue Paul-Loup Chatin Patrick Pilet             | Oreca 07                      | G    | 366   | +14 krogov        |
| 12               | LMP2          | 48  | IDEC Sport                | Paul Lafargue Paul-Loup Chatin Patrick Pilet             | Gibson GK428 4.2 L V8         | G    | 366   | +14 krogov        |
| 13               | LMP2          | 1   | Richard Mille Racing Team | Lilou Wadoux Sébastien Ogier Charles Milesi              | Oreca 07                      | G    | 366   | +14 krogov        |
| 13               | LMP2          | 1   | Richard Mille Racing Team | Lilou Wadoux Sébastien Ogier Charles Milesi              | Gibson GK428 4.2 L V8         | G    | 366   | +14 krogov        |
| 14               | LMP2          | 22  | United Autosports USA     | Philip Hanson Filipe Albuquerque Will Owen               | Oreca 07                      | G    | 366   | +14 krogov        |
| 14               | LMP2          | 22  | United Autosports USA     | Philip Hanson Filipe Albuquerque Will Owen               | Gibson GK428 4.2 L V8         | G    | 366   | +14 krogov        |
| 15               | LMP2          | 32  | Team WRT                  | Rolf Ineichen Mirko Bortolotti Dries Vanthoor            | Oreca 07                      | G    | 366   | +14 krogov        |
| 15               | LMP2          | 32  | Team WRT                  | Rolf Ineichen Mirko Bortolotti Dries Vanthoor            | Gibson GK428 4.2 L V8         | G    | 366   | +14 krogov        |
| 16               | LMP2          | 65  | Panis Racing              | Julien Canal Nico Jamin Job van Uitert                   | Oreca 07                      | G    | 366   | +14 krogov        |
| 16               | LMP2          | 65  | Panis Racing              | Julien Canal Nico Jamin Job van Uitert                   | Gibson GK428 4.2 L V8         | G    | 366   | +14 krogov        |
| 17               | LMP2          | 34  | Inter Europol Competition | Jakub Śmiechowski Alex Brundle Esteban Gutiérrez         | Oreca 07                      | G    | 365   | +15 krogov        |
| 17               | LMP2          | 34  | Inter Europol Competition | Jakub Śmiechowski Alex Brundle Esteban Gutiérrez         | Gibson GK428 4.2 L V8         | G    | 365   | +15 krogov        |
| 18               | LMP2          | 43  | Inter Europol Competition | David Heinemeier Hansson Fabio Scherer Pietro Fittipaldi | Oreca 07                      | G    | 364   | +16 krogov        |
| 18               | LMP2          | 43  | Inter Europol Competition | David Heinemeier Hansson Fabio Scherer Pietro Fittipaldi | Gibson GK428 4.2 L V8         | G    | 364   | +16 krogov        |
| 19               | LMP2 (Pro-Am) | 45  | Algarve Pro Racing        | Steven Thomas James Allen René Binder                    | Oreca 07                      | G    | 363   | +17 krogov        |
| 19               | LMP2 (Pro-Am) | 45  | Algarve Pro Racing        | Steven Thomas James Allen René Binder                    | Gibson GK428 4.2 L V8         | G    | 363   | +17 krogov        |
| 20               | LMP2 (Pro-Am) | 24  | Nielsen Racing            | Rodrigo Sales Matt Bell Ben Hanley                       | Oreca 07                      | G    | 362   | +18 krogov        |
| 20               | LMP2 (Pro-Am) | 24  | Nielsen Racing            | Rodrigo Sales Matt Bell Ben Hanley                       | Gibson GK428 4.2 L V8         | G    | 362   | +18 krogov        |
| 21               | LMP2          | 41  | RealTeam by WRT           | Rui Andrade Ferdinand Habsburg Norman Nato               | Oreca 07                      | G    | 362   | +18 krogov        |
| 21               | LMP2          | 41  | RealTeam by WRT           | Rui Andrade Ferdinand Habsburg Norman Nato               | Gibson GK428 4.2 L V8         | G    | 362   | +18 krogov        |
| 22               | LMP2 (Pro-Am) | 3   | DKR Engineering           | Laurents Hörr Jean Glorieux Alexandre Cougnaud           | Oreca 07                      | G    | 362   | +18 krogov        |
| 22               | LMP2 (Pro-Am) | 3   | DKR Engineering           | Laurents Hörr Jean Glorieux Alexandre Cougnaud           | Gibson GK428 4.2 L V8         | G    | 362   | +18 krogov        |
| 23               | Hypercar      | 36  | Alpine Elf Team           | André Negrão Nicolas Lapierre Matthieu Vaxivière         | Alpine A480-Gibson            | M    | 362   | +18 krogov        |
| 23               | Hypercar      | 36  | Alpine Elf Team           | André Negrão Nicolas Lapierre Matthieu Vaxivière         | Gibson GL458 4.5 L V8         | M    | 362   | +18 krogov        |
| 24               | LMP2 (Pro-Am) | 83  | AF Corse                  | François Perrodo Nicklas Nielsen Alessio Rovera          | Oreca 07                      | G    | 361   | +19 krogov        |
| 24               | LMP2 (Pro-Am) | 83  | AF Corse                  | François Perrodo Nicklas Nielsen Alessio Rovera          | Gibson GK428 4.2 L V8         | G    | 361   | +19 krogov        |
| 25               | LMP2 (Pro-Am) | 47  | Algarve Pro Racing        | Sophia Flörsch John Falb Jack Aitken                     | Oreca 07                      | G    | 361   | +19 krogov        |
| 25               | LMP2 (Pro-Am) | 47  | Algarve Pro Racing        | Sophia Flörsch John Falb Jack Aitken                     | Gibson GK428 4.2 L V8         | G    | 361   | +19 krogov        |
| 26               | LMP2 (Pro-Am) | 44  | ARC Bratislava            | Miroslav Konôpka Bent Viscaal Tristan Vautier            | Oreca 07                      | G    | 360   | +20 krogov        |
| 26               | LMP2 (Pro-Am) | 44  | ARC Bratislava            | Miroslav Konôpka Bent Viscaal Tristan Vautier            | Gibson GK428 4.2 L V8         | G    | 360   | +20 krogov        |
| 27               | LMP2          | 10  | Vector Sport              | Nico Müller Ryan Cullen Sébastien Bourdais               | Oreca 07                      | G    | 357   | +23 krogov        |
| 27               | LMP2          | 10  | Vector Sport              | Nico Müller Ryan Cullen Sébastien Bourdais               | Gibson GK428 4.2 L V8         | G    | 357   | +23 krogov        |
| 28               | GTE Pro       | 91  | Porsche GT Team           | Gianmaria Bruni Richard Lietz Frédéric Makowiecki        | Porsche 911 RSR-19            | M    | 350   | +30 krogov        |
| 28               | GTE Pro       | 91  | Porsche GT Team           | Gianmaria Bruni Richard Lietz Frédéric Makowiecki        | Porsche 4.2 L Flat-6          | M    | 350   | +30 krogov        |
| 29               | GTE Pro       | 51  | AF Corse                  | Alessandro Pier Guidi James Calado Daniel Serra          | Ferrari 488 GTE Evo           | M    | 350   | +30 krogov        |
| 29               | GTE Pro       | 51  | AF Corse                  | Alessandro Pier Guidi James Calado Daniel Serra          | Ferrari F154CB 3.9 L Turbo V8 | M    | 350   | +30 krogov        |
| 30               | GTE Pro       | 52  | AF Corse                  | Miguel Molina Antonio Fuoco Davide Rigon                 | Ferrari 488 GTE Evo           | M    | 349   | +31 krogov        |
| 30               | GTE Pro       | 52  | AF Corse                  | Miguel Molina Antonio Fuoco Davide Rigon                 | Ferrari F154CB 3.9 L Turbo V8 | M    | 349   | +31 krogov        |
| 31               | GTE Pro       | 92  | Porsche GT Team           | Michael Christensen Kévin Estre Laurens Vanthoor         | Porsche 911 RSR-19            | M    | 348   | +32 krogov        |
| 31               | GTE Pro       | 92  | Porsche GT Team           | Michael Christensen Kévin Estre Laurens Vanthoor         | Porsche 4.2 L Flat-6          | M    | 348   | +32 krogov        |
| 32               | GTE Pro       | 74  | Riley Motorsports         | Felipe Fraga Sam Bird Shane van Gisbergen                | Ferrari 488 GTE Evo           | M    | 347   | +33 krogov        |
| 32               | GTE Pro       | 74  | Riley Motorsports         | Felipe Fraga Sam Bird Shane van Gisbergen                | Ferrari F154CB 3.9 L Turbo V8 | M    | 347   | +33 krogov        |
| 33               | LMP2 (Pro-Am) | 39  | Graff Racing              | Eric Trouillet Sébastien Page David Droux                | Oreca 07                      | G    | 344   | +36 krogov        |
| 33               | LMP2 (Pro-Am) | 39  | Graff Racing              | Eric Trouillet Sébastien Page David Droux                | Gibson GK428 4.2 L V8         | G    | 344   | +36 krogov        |
| 34               | GTE Am        | 33  | TF Sport                  | Ben Keating Henrique Chaves Marco Sørensen               | Aston Martin Vantage AMR      | M    | 343   | +37 krogov        |
| 34               | GTE Am        | 33  | TF Sport                  | Ben Keating Henrique Chaves Marco Sørensen               | Aston Martin 4.0 L Turbo V8   | M    | 343   | +37 krogov        |
| 35               | GTE Am        | 79  | WeatherTech Racing        | Cooper MacNeil Julien Andlauer Thomas Merrill            | Porsche 911 RSR-19            | M    | 343   | +37 krogov        |
| 35               | GTE Am        | 79  | WeatherTech Racing        | Cooper MacNeil Julien Andlauer Thomas Merrill            | Porsche 4.2 L Flat-6          | M    | 343   | +37 krogov        |
| 36               | GTE Am        | 98  | Northwest AMR             | Paul Dalla Lana David Pittard Nicki Thiim                | Aston Martin Vantage AMR      | M    | 342   | +38 krogov        |
| 36               | GTE Am        | 98  | Northwest AMR             | Paul Dalla Lana David Pittard Nicki Thiim                | Aston Martin 4.0 L Turbo V8   | M    | 342   | +38 krogov        |
| 37               | GTE Am        | 86  | GR Racing                 | Michael Wainwright Riccardo Pera Ben Barker              | Porsche 911 RSR-19            | M    | 340   | +40 krogov        |
| 37               | GTE Am        | 86  | GR Racing                 | Michael Wainwright Riccardo Pera Ben Barker              | Porsche 4.2 L Flat-6          | M    | 340   | +40 krogov        |
| 38               | GTE Am        | 88  | Dempsey-Proton Racing     | Fred Poordad Maxwell Root Jan Heylen                     | Porsche 911 RSR-19            | M    | 340   | +40 krogov        |
| 38               | GTE Am        | 88  | Dempsey-Proton Racing     | Fred Poordad Maxwell Root Jan Heylen                     | Porsche 4.2 L Flat-6          | M    | 340   | +40 krogov        |
| 39               | GTE Am        | 54  | AF Corse                  | Thomas Flohr Francesco Castellacci Nick Cassidy          | Ferrari 488 GTE Evo           | M    | 340   | +40 krogov        |
| 39               | GTE Am        | 54  | AF Corse                  | Thomas Flohr Francesco Castellacci Nick Cassidy          | Ferrari F154CB 3.9 L Turbo V8 | M    | 340   | +40 krogov        |
| 40               | GTE Am        | 85  | Iron Dames                | Rahel Frey Michelle Gatting Sarah Bovy                   | Ferrari 488 GTE Evo           | M    | 339   | +41 krogov        |
| 40               | GTE Am        | 85  | Iron Dames                | Rahel Frey Michelle Gatting Sarah Bovy                   | Ferrari F154CB 3.9 L Turbo V8 | M    | 339   | +41 krogov        |
| 41               | GTE Am        | 21  | AF Corse                  | Simon Mann Christoph Ulrich Toni Vilander                | Ferrari 488 GTE Evo           | M    | 339   | +41 krogov        |
| 41               | GTE Am        | 21  | AF Corse                  | Simon Mann Christoph Ulrich Toni Vilander                | Ferrari F154CB 3.9 L Turbo V8 | M    | 339   | +41 krogov        |
| 42               | GTE Am        | 61  | AF Corse                  | Louis Prette Conrad Grunewald Vincent Abril              | Ferrari 488 GTE Evo           | M    | 339   | +41 krogov        |
| 42               | GTE Am        | 61  | AF Corse                  | Louis Prette Conrad Grunewald Vincent Abril              | Ferrari F154CB 3.9 L Turbo V8 | M    | 339   | +41 krogov        |
| 43               | GTE Am        | 55  | Spirit of Race            | Duncan Cameron Matt Griffin David Perel                  | Ferrari 488 GTE Evo           | M    | 339   | +41 krogov        |
| 43               | GTE Am        | 55  | Spirit of Race            | Duncan Cameron Matt Griffin David Perel                  | Ferrari F154CB 3.9 L Turbo V8 | M    | 339   | +41 krogov        |
| 44               | GTE Am        | 99  | Hardpoint Motorsport      | Andrew Haryanto Alessio Picariello Martin Rump           | Porsche 911 RSR-19            | M    | 338   | +42 krogov        |
| 44               | GTE Am        | 99  | Hardpoint Motorsport      | Andrew Haryanto Alessio Picariello Martin Rump           | Porsche 4.2 L Flat-6          | M    | 338   | +42 krogov        |
| 45               | GTE Am        | 57  | Kessel Racing             | Takeši Kimura Frederik Schandorff Mikkel Jensen          | Ferrari 488 GTE Evo           | M    | 336   | +44 krogov        |
| 45               | GTE Am        | 57  | Kessel Racing             | Takeši Kimura Frederik Schandorff Mikkel Jensen          | Ferrari F154CB 3.9 L Turbo V8 | M    | 336   | +44 krogov        |
| 46               | GTE Am        | 80  | Iron Lynx                 | Matteo Cressoni Giancarlo Fisichella Richard Heistand    | Ferrari 488 GTE Evo           | M    | 336   | +44 krogov        |
| 46               | GTE Am        | 80  | Iron Lynx                 | Matteo Cressoni Giancarlo Fisichella Richard Heistand    | Ferrari F154CB 3.9 L Turbo V8 | M    | 336   | +44 krogov        |
| 47               | GTE Am        | 77  | Dempsey-Proton Racing     | Christian Ried Sebastian Priaulx Harry Tincknell         | Porsche 911 RSR-19            | M    | 336   | +44 krogov        |
| 47               | GTE Am        | 77  | Dempsey-Proton Racing     | Christian Ried Sebastian Priaulx Harry Tincknell         | Porsche 4.2 L Flat-6          | M    | 336   | +44 krogov        |
| 48               | LMP2 (Pro-Am) | 35  | Ultimate                  | Jean-Baptiste Lahaye Matthieu Lahaye François Heriau     | Oreca 07                      | G    | 335   | +45 krogov        |
| 48               | LMP2 (Pro-Am) | 35  | Ultimate                  | Jean-Baptiste Lahaye Matthieu Lahaye François Heriau     | Gibson GK428 4.2 L V8         | G    | 335   | +45 krogov        |
| 49               | LMP2 (Pro-Am) | 27  | CD Sport                  | Christophe Cresp Michael Jensen Steven Palette           | Ligier JS P217                | G    | 333   | +47 krogov        |
| 49               | LMP2 (Pro-Am) | 27  | CD Sport                  | Christophe Cresp Michael Jensen Steven Palette           | Gibson GK428 4.2L V8          | G    | 333   | +47 krogov        |
| 50               | GTE Am        | 66  | JMW Motorsport            | Renger van der Zande Mark Kvamme Jason Hart              | Ferrari 488 GTE Evo           | M    | 331   | +49 krogov        |
| 50               | GTE Am        | 66  | JMW Motorsport            | Renger van der Zande Mark Kvamme Jason Hart              | Ferrari F154CB 3.9 L Turbo V8 | M    | 331   | +49 krogov        |
| 51               | GTE Am        | 93  | Proton Competition        | Michael Fassbender Matt Campbell Zacharie Robichon       | Porsche 911 RSR-19            | M    | 329   | +51 krogov        |
| 51               | GTE Am        | 93  | Proton Competition        | Michael Fassbender Matt Campbell Zacharie Robichon       | Porsche 4.2 L Flat-6          | M    | 329   | +51 krogov        |
| 52               | LMP2          | 30  | Duqueine Team             | Richard Bradley Memo Rojas Reshad de Gerus               | Oreca 07                      | G    | 326   | +54 krogov        |
| 52               | LMP2          | 30  | Duqueine Team             | Richard Bradley Memo Rojas Reshad de Gerus               | Gibson GK428 4.2 L V8         | G    | 326   | +54 krogov        |
| 53               | GTE Am        | 75  | Iron Lynx                 | Pierre Ehret Christian Hook Nicolás Varrone              | Ferrari 488 GTE Evo           | M    | 324   | +56 krogov        |
| 53               | GTE Am        | 75  | Iron Lynx                 | Pierre Ehret Christian Hook Nicolás Varrone              | Ferrari F154CB 3.9 L Turbo V8 | M    | 324   | +56 krogov        |
| NC               | GTE Am        | 60  | Iron Lynx                 | Claudio Schiavoni Alessandro Balzan Raffaele Giammaria   | Ferrari 488 GTE Evo           | M    | 289   | Trčenje           |
| NC               | GTE Am        | 60  | Iron Lynx                 | Claudio Schiavoni Alessandro Balzan Raffaele Giammaria   | Ferrari F154CB 3.9 L Turbo V8 | M    | 289   | Trčenje           |
| DNF              | LMP2          | 31  | WRT                       | Sean Gelael Robin Frijns René Rast                       | Oreca 07                      | G    | 285   | Trčenje           |
| DNF              | LMP2          | 31  | WRT                       | Sean Gelael Robin Frijns René Rast                       | Gibson GK428 4.2 L V8         | G    | 285   | Trčenje           |
| DNF              | GTE Pro       | 64  | Corvette Racing           | Tommy Milner Nick Tandy Alexander Sims                   | Chevrolet Corvette C8.R       | M    | 260   | Trčenje           |
| DNF              | GTE Pro       | 64  | Corvette Racing           | Tommy Milner Nick Tandy Alexander Sims                   | Chevrolet 5.5 L V8            | M    | 260   | Trčenje           |
| DNF              | GTE Am        | 56  | Team Project 1            | Brendan Iribe Ollie Millroy Ben Barnicoat                | Porsche 911 RSR-19            | M    | 241   | Trčenje           |
| DNF              | GTE Am        | 56  | Team Project 1            | Brendan Iribe Ollie Millroy Ben Barnicoat                | Porsche 4.2 L Flat-6          | M    | 241   | Trčenje           |
| DNF              | GTE Pro       | 63  | Corvette Racing           | Antonio García Jordan Taylor Nicky Catsburg              | Chevrolet Corvette C8.R       | M    | 214   | Vzmetenje         |
| DNF              | GTE Pro       | 63  | Corvette Racing           | Antonio García Jordan Taylor Nicky Catsburg              | Chevrolet 5.5 L V8            | M    | 214   | Vzmetenje         |
| DNF              | GTE Am        | 59  | Inception Racing          | Alexander West Côme Ledogar Marvin Klein                 | Ferrari 488 GTE Evo           | M    | 190   | Motor             |
| DNF              | GTE Am        | 59  | Inception Racing          | Alexander West Côme Ledogar Marvin Klein                 | Ferrari F154CB 3.9 L Turbo V8 | M    | 190   | Motor             |
| DNF              | GTE Am        | 71  | Spirit of Race            | Franck Dezoteux Pierre Ragues Gabriel Aubry              | Ferrari 488 GTE Evo           | M    | 127   | Motor             |
| DNF              | GTE Am        | 71  | Spirit of Race            | Franck Dezoteux Pierre Ragues Gabriel Aubry              | Ferrari F154CB 3.9 L Turbo V8 | M    | 127   | Motor             |
| DNF              | GTE Am        | 777 | D'station Racing          | Satoši Hošino Tomonobu Fudžii Charlie Fagg               | Aston Martin Vantage AMR      | M    | 112   | Poškodba šasije   |
| DNF              | GTE Am        | 777 | D'station Racing          | Satoši Hošino Tomonobu Fudžii Charlie Fagg               | Aston Martin 4.0 L Turbo V8   | M    | 112   | Poškodba šasije   |
| DNF              | GTE Am        | 46  | Team Project 1            | Matteo Cairoli Mikkel O. Pedersen Nicolas Leutwiler      | Porsche 911 RSR-19            | M    | 77    | Počena pnevmatika |
| DNF              | GTE Am        | 46  | Team Project 1            | Matteo Cairoli Mikkel O. Pedersen Nicolas Leutwiler      | Porsche 4.2 L Flat-6          | M    | 77    | Počena pnevmatika |
| Uradni rezultati |               |     |                           |                                                          |                               |      |       |                   |